# 那達瓦 (阿拉巴馬州)
那達瓦（英語：Nadawah）是一個位於美國阿拉巴馬州門羅縣的鬼鎮。由於此地已於20世紀初期被荒廢，本地已無人居住。

## 地理
那達瓦的座標為31°48′53″N 87°16′43″W / 31.81472°N 87.27861°W，而該地的平均海拔高度為54米（即194英尺）。